# Gabriele Nelli
Pour les articles homonymes, voir Nelli.
Gabriele Nelli, né le 4 décembre 1993 à Lucques, en Italie, est un joueur italien de volley-ball. Il mesure 2,10 m et joue attaquant. Il est international italien.

## Clubs
| Club            | De        | À   |
| --------------- | --------- | --- |
| Trentino Volley | 2012-2013 | ... |

## Palmarès
- Championnat d'Europe des moins de 21 ans (1)
  - Vainqueur : 2012
- Supercoupe d'Italie (1)
  - Vainqueur : 2013